# Miguel Rodríguez-Piñero
Miguel Rodríguez-Piñero y Bravo Ferrer (Sevilla, 17 de febrero de 1935) es un jurista español, catedrático universitario, magistrado y presidente del Tribunal Constitucional desde 1992 hasta 1995. Tras esto, fue consejero de Estado durante y presidente de la Sección Segunda del Consejo de Estado durante casi 30 años.

## Biografía
Miguel Rodríguez-Piñero y Bravo-Ferrer nació en Sevilla en 1935, en cuya universidad se licenció  y doctoró en Derecho, en ambos casos con Premio Extraordinario. Completó su formación en las facultades de Derecho de las universidades europeas de Heidelberg, Kiel, Múnich y Roma. Alcanzó la Cátedra de Derecho del Trabajo en la Universidad de Murcia en 1961, siendo el catedrático más joven de entre los de su generación, y al año siguiente pasó a ocuparla en la Universidad Hispalense.
Rodríguez-Piñero fue decano de la Facultad de Derecho de Sevilla, director del Colegio Universitario de la Rábida, germen de la Universidad de Huelva, director del Instituto Universitario de la Empresa, fundador y primer vicedecano de la Facultad de Ciencias Empresariales de la Universidad Hispalense, presidente de la Comisión Consultiva Nacional de Convenios Colectivos y presidente del Consejo Andaluz de Relaciones Laborales. En 1995 pasó a ocupar la Cátedra de Derecho del Trabajo en la Universidad de Alcalá de Henares, donde se jubiló como catedrático en 2005. En 1986 fue designado Magistrado del Tribunal Constitucional, ostentando la Presidencia del mismo desde 1992 hasta 1995. Tras finalizar su mandato en el Tribunal Constitucional fue consejero de Estado y presidente de su Sección Segunda. Cesó en estos cargos en marzo de 2025, tras casi tres décadas.
Su trabajo como investigador se centró en el campo de los derechos fundamentales en relación con el Derecho del Trabajo, a través de sus estudios sobre la Carta Social Europea con especial atención a las repercusiones sociales y económicas de la normativa laboral en el marco del régimen de libertades y derechos establecido en España con la Constitución de 1978. Además de artículos en revistas especializadas de España y otros muchos países, como Italia, donde fue profesor visitante de la Universidad de Roma, y de colaboraciones en obras colectivas, es autor de tratados y manuales universitarias, así como monografías y estudios sobre legislación laboral española y europea, y se le considera como el padre de lo que la doctrina ha venido a llamar Escuela Andaluza de Derecho del Trabajo.
Además de haber ocupado la presidencia del Tribunal Constitucional y ser miembro del Consejo de Estado, lo fue también de otras instituciones como la comisión de expertos de la Organización Internacional del Trabajo (OIT), de la Academia de las Ciencias Sociales y del Medio Ambiente de Andalucía o de la Academia Europea de Derecho del Trabajo.Ha formado parte del patronato de diversas fundaciones, ha dirigido varias revistas especializadas, ha sido presidente de la Asociación Española del Trabajo y de la Seguridad Social y también ocupó la presidencia del Club Siglo XXI.
Entre los honores recibidos se encuentran la Gran Cruz de la Orden de Carlos III, la Gran Cruz de la Orden de San Raimundo de Peñafort, la Orden del Mérito Constitucional, la Medalla al Mérito en el Trabajo, la Medalla de Andalucía y la Medalla de Huelva. Es Hijo Predilecto de Andalucía. Ha recibido premios como el Premio Pelayo a Juristas de Reconocido Prestigio, el Premio Jurídico ABC-BBVA, el Premio Juan Antonio Sagardoy para Juristas de Reconocido Prestigio en el Área Jurídico Laboral, el Premio de la Asociación Nacional de Laboralistas al Mejor Laboralista, el Premio Plaza de España, otorgado por la Delegación del Gobierno en Sevilla. Medalla de Oro del Consejo General de Colegios de Graduados Sociales, máster del Fórum de Alta Dirección y otras de ámbito nacional y extranjero. La calle donde se ubica la Facultad de Derecho de la Universidad Hispalense lleva su nombre.
Ha sido distinguido como doctor honoris causa por la Universidad de Huelva, la Universidad Internacional de Andalucía y la Universidad de Ferrara (Italia).